# アシュラスコープインスタレーション
株式会社アシュラスコープインスタレーションは、東京・新宿に本社を置くプロジェクションマッピング専門の制作会社。
映像・グラフィックを使用した インスタレーション 作品・空間デザインの企画・制作を行う。
代表取締役は秋葉哲也。

## 代表略歴
設計事務所での勤務を経て、プロジェクションマッピングを事業化。

## 会社概要
2002年から空間デザインプロダクション「アシュラスコープ」をスタートし、2011年に法人化。
店舗内装や美術館、コンサート、イベント、MV、舞台での演出、アーティストとのコラボレーション作品などの案件を手がけている。
同業他社と違った特徴は、空間を第一に考えたプロジェクションマッピングを提案できること。企画から設置まで全ての工程を自社で行っている。
2013年、従来の「スクリーンに対応させた映像を映し出す技術」であるプロジェクションマッピングに加え、建築・映像・音楽・照明など多くの要素で五感を刺激する空間である「MEDIARIUM®(メディアリウム)」の提供を発表。
2015年、東京都ベンチャー技術大賞にて大賞受賞。
2016年、投影技術の特許を開放。プロジェクターを使用した映像投影の際、調整時間の短縮、位置合わせ、時間の経過による映像と投影対象(スクリーン・造形物)の不一致に関して調整が困難だった問題を解消する。

## 主な作品
2013年  藤城清治 美術館 那須高原
「MEDIARIUM」による、グラフィックと映像を融合させる作品を提供した。日本を代表する影絵作家とコラボレーションし、動きのある作品を生み出した。
2013年 こびとづかんのなつやすみ
「MEDIARIUM」による、大人気キャラクターとのコラボレーション作品を提供した。
2014年 特別展 ガウディ×井上雄彦 －シンクロする創造の源泉－
全国巡回の展覧会で、「MEDIARIUM」による会場演出を行った。作家の世界観を損なうことなく、映像と音で不思議な感覚を体感できる空間となった。
テレビ東京放送番組「超シリトリアル」
テレビ番組のスタジオセット全体に、業界初のプロジェクションマッピング演出を手がけた。
Sir Thomas LIPTON　TEA HOUSE GINZA
トーマス・リプトンの名を冠し、その生涯と紅茶の歴史をテーマとしたティーサロンで、「MEDIARIUM」を使った新しい体感型の空間演出を手がけた。

## 主なメディア掲載
- テレビ
  - TOKYO MX NEWS 2015年12月3日
- 新聞
  - フジサンケイ ビジネスアイ2013年11月4日
- 雑誌
  - 商店建築 12月号
  - 人気店舗デザイン年鑑 2017

## 所在地
〒160-0022 東京都新宿区新宿 6-7-22 エルプリメント新宿 553

## 参照
1. ↑  株式会社アシュラスコープインスタレーション about
2. ↑  【挑む】アシュラスコープインスタレーション・秋葉哲也社長  SankeiBiz 2013年11月4日
3. ↑  株式会社アシュラスコープインスタレーション  産業立地ナビTOKYO 2016年2月16日
4. ↑  “プロジェクション・マッピングの原点”.   株式会社リグネ (2016年1月29日). 2017年2月28日閲覧。
5. ↑  アシュラスコープインスタレーションが提供する、プロジェクションマッピングの進化系「MEDIARIUM®(メディアリウム)」とは？  サイポ 2016年7月26日
6. ↑  “プロジェクションマッピングの進化系 「MEDIARIUM（メディアリウム）」の提供開始”.   株式会社アシュラスコープインスタレーション (2013年8月29日). 2017年2月28日閲覧。
7. ↑  “2015年（第16回）東京都ベンチャー技術大賞受賞企業について”.   東京都産業労働局 (2015年11月18日). 2017年2月28日閲覧。
8. ↑  “プロジェクションマッピング制作会社　 株式会社アシュラスコープインスタレーションが 投影技術の特許を開放”.   株式会社アシュラスコープインスタレーション (2016年3月18日). 2017年2月28日閲覧。
9. ↑  “プロジェクションマッピングの進化系「Mediarium(メディアリウム)」を 藤城清治美術館 那須高原へ提供”.   株式会社アシュラスコープインスタレーション (2013年7月3日). 2017年2月28日閲覧。
10. ↑  “プロジェクションマッピングの進化系「Mediarium(メディアリウム)」を 「こびとづかん」へ提供”.   株式会社アシュラスコープインスタレーション (2013年8月21日). 2017年2月28日閲覧。
11. ↑  “プロジェクションマッピングの進化系「Mediarium®(メディアリウム)」を 「特別展 ガウディ×井上雄彦 -シンクロする創造の源泉-」へ提供”.   株式会社アシュラスコープインスタレーション (2014年7月23日). 2017年2月28日閲覧。
12. ↑  “プロジェクションマッピングの進化系「Mediarium(R)(メディアリウム)」をテレビ東京放送番組「超シリトリアル」へ提供”.   株式会社アシュラスコープインスタレーション (2015年7月30日). 2017年2月28日閲覧。
13. ↑  “プロジェクションマッピングの進化系「Mediarium(R)(メディアリウム)」を「Sir Thomas LIPTON　TEA HOUSE GINZA」へ提供”.   株式会社アシュラスコープインスタレーション (2015年10月22日). 2017年2月28日閲覧。